# Guaçuí (ort)
Guaçuí är en ort i Brasilien.   Den ligger i kommunen Guaçuí och delstaten Espírito Santo, i den sydöstra delen av landet, 900 km sydost om huvudstaden Brasília. Guaçuí ligger 597 meter över havet och antalet invånare är 19 786.
Terrängen runt Guaçuí är huvudsakligen kuperad, men åt sydväst är den platt. Guaçuí ligger nere i en dal. Guaçuí är det största samhället i trakten.
Omgivningarna runt Guaçuí är huvudsakligen savann. Runt Guaçuí är det ganska tätbefolkat, med 75 invånare per kvadratkilometer.